# Jean Cabaret d'Orville
Jean Cabaret d'Orville (...) è uno scrittore francese che raccontò la storia di Luigi II di Borbone e fu lo storico del conte Amedeo VIII di Savoia.

## Biografia
Jean d'Orville, detto Cabaret, era originario della Piccardia e poteva provenire da Orville, città tra Amiens e Arras. Nel corso della sua vita, Jean d'Orville visse alla corte di più principi. Verso il 1417-1419, era al servizio di Amedeo VIII di Savoia e per lui redasse in antico francese su sua richiesta la Chronique de Savoye, opera fondatrice della letteratura storica savoiarda anche se di fattezza ritenuta mediocre. Dieci anni più tardi, nel 1429, d'Orville si trovò nel Bourbonnais e lì vi scrisse la Chronique du bon duc Loys de Bourbon, opera che tratta del suo lungo regno, durato dal 1356 al 1410. Dunque lavorò, su commissione, per quei principi che volevano una glorificazione della loro dinastia.

## Opere

### LaChronique de Savoie
- (FR) Jean d'Orville dit Cabaret, La Chronique de Savoye, a cura di Daniel Chaubet, Marches, La Fontaine de Siloé, 1995, ISBN 2-908697-95-5.

In quest'opera Cabaret fa ascendere le origini della casa di Savoia ad un eroe mitico, tale Beroldo, che doveva essere il nipote dell'imperatore Ottone III, e fa finire la sua cronaca all'inizio del regno di Amedeo VIII. La sua Chronique fu un grande successo e fu spesso imitata in seguito.

### LaChronique du duc Louis II de Bourbon
- Jehan Cabaret d'Orville, La chronique du bon duc Loys de Bourbon, a cura di Alphonse-Martial Chazaud, Parigi, Renouard, 1876, OCLC 2513879.

L'opera, scritta nel 1429, fu commissionata dal figlio cadetto del duca, Carlo di Borbone, conte di Clermont e futuro duca di Borbone. Cabaret d'Orville lo scrisse secondo i ricordi, e forse sotto la dettatura di Jean de Chateaumorand, un compagno del duca. L'opera esalta il duca Luigi come un principe modello, un buon cavaliere ed un buon cristiano. La cronica fu pubblicata per la prima volta nel 1612 da Jean Masson, arcidiacono di Bayeux, fratello di Papire Masson, secondo un manoscritto della biblioteca di suo fratello, che era appena morto.